# Канада на летних Олимпийских играх 1948
Канада принимала участие в Летних Олимпийских играх 1948 года в Лондоне (Великобритания) в десятый раз за свою историю, и завоевала две серебряные, одну золотую медали. Сборную страны представляли 13 женщин.

## Серебро
- Каноэ, мужчины — Дуглас Беннетт.

## Бронза
- Каноэ, мужчины — Норман Лейн.
- Лёгкая атлетика, женщины, 4х100 метров, эстафета — Viola Myers, Nancy MacKay, Diane Foster, Patricia Jones.